# Норт-Кодорас Тауншип (округ Йорк, Пенсільванія)
Норт-Кодорас Тауншип (англ. North Codorus Township) — селище (англ. township) в США, в окрузі Йорк штату Пенсільванія. Населення — 9152 особи (2020).

## Демографія
Згідно з переписом 2010 року, у селищі мешкало 8905 осіб у 3439 домогосподарствах у складі 2649 родин. Було 3592 помешкання
Расовий склад населення:
| - 94,8 % — білих - 2,8 % — чорних або афроамериканців - 0,5 % — азіатів - 0,1 % — корінних американців |

До двох чи більше рас належало 1,3 %. Частка іспаномовних становила 1,7 % від усіх жителів.
За віковим діапазоном населення розподілялося таким чином: 22,3 % — особи молодші 18 років, 64,7 % — особи у віці 18—64 років, 13,0 % — особи у віці 65 років та старші. Медіана віку мешканця становила 42,2 року. На 100 осіб жіночої статі у селищі припадало 102,1 чоловіків;  на 100 жінок у віці від 18 років та старших — 99,0 чоловіків також старших 18 років.
Середній дохід на одне домашнє господарство  становив 80 978 доларів США (медіана — 71 510), а середній дохід на одну сім'ю — 87 924 долари (медіана — 76 105). Медіана доходів становила 50 450 доларів для чоловіків та 38 512 долари для жінок. За межею бідності перебувало 5,4 % осіб, у тому числі 7,9 % дітей у віці до 18 років та 5,0 % осіб у віці 65 років та старших.
Цивільне працевлаштоване населення становило 4914 осіб. Основні галузі зайнятості: освіта, охорона здоров'я та соціальна допомога — 22,3 %, виробництво — 22,0 %, будівництво — 8,2 %, науковці, спеціалісти, менеджери — 7,5 %.